# Кадыркул (Акжаикский район)
Кадыркул (каз. Қадырқұл) — село в Акжаикском районе Западно-Казахстанской области Казахстана. Входит в состав Базартобинского сельского округа. Код КАТО — 273243200.

## Население
В 1999 году население села составляло 329 человек (171 мужчина и 158 женщин). По данным переписи 2009 года, в селе проживал 341 человек (171 мужчина и 170 женщин).